# Un été top secret
Pour les articles homonymes, voir Top secret.
Un été top secret est une bande dessinée en noir et blanc.
- Scénario et dessins : Aaron Renier.

Aaron Renier est un auteur qui publie habituellement en anglais ; cet album est son premier en français. Les personnages ont été créés dans un précédent  titre en couleur Spiral-bound, publié par Top Shelf Productions, titre qui lui a valu le prix de Meilleur espoir du trophée Will Eisner Award en 2006.

## Publication
- Delcourt (Collection Shampooing) (2007) (ISBN 978-2-7560-0535-5)